# تنبلی گروهی
تنبلی گروهی (به انگلیسی: social loafing)  یا تنبلی در کار گروهی یا کم‌کاری در کار گروهی به پدیده‌ای گفته می‌شود که فرد هنگام کار در یک گروه نسبت به زمانی که به تنهایی کار می‌کند، تلاش کمتری برای رسیدن به هدف می‌کند. 
در زمانی که بازده یا عملکرد یک گروه در یک کار، کم‌تر از جمع بازده افراد گروه به تنهایی است این پدیده به خوبی آشکار می‌شود. اولین تحقیقات در این زمینه را مکس رینگلمن (Maximilien Ringelmann) در آزمایشات طناب کشی بین گروه‌های یک تا چند نفره انجام داد. او نیرویی را که چند مرد در کشیدن یک طناب به کار می‌بردند اندازه‌گیری کرد و متوجه شد که وقتی دو نفر طنابی را باهم می‌کشیدند، هر کدام ۹۳ درصد از نیرویشان را به کار می‌گیرند و وقتی سه‌نفر می‌شوند این میزان به ۸۵ درصد کاهش می‌یابد. وقتی تعداد افراد به هشت نفر می‌رسد، هر عضو فقط ۴۹ درصد از نیرویش را صرف کار گروهی می‌کند.
پدیده تنبلی گروهی مختص انسان نیست رینگلمن متوجه شده بود که  قدرت ۲ اسب وقتی که یک کالسکه را با هم می‌کشند ۲ برابر قدرت یک اسب وقتی همین کار را به تنهایی می‌کند نیست.

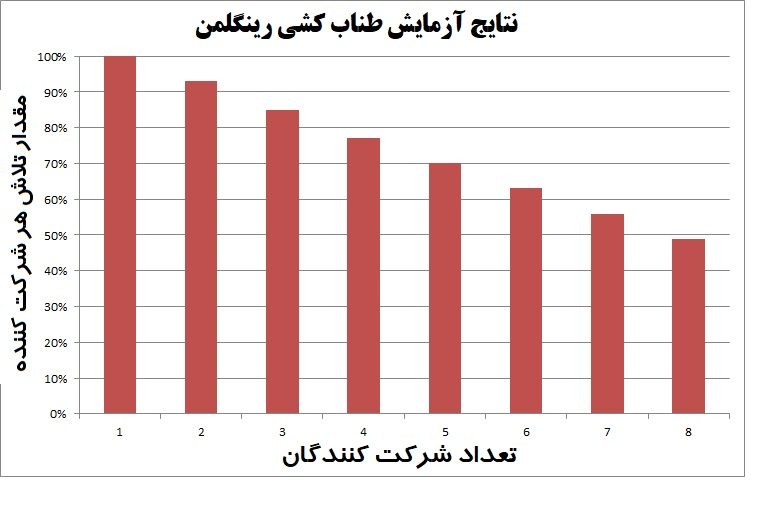
تنبلی گروهی یا اثر رینگلمن. در آزمایش طناب کشی رینگلمن مشخص شد که با اضافه شدن هر نفر به گروه میزان مشارکت هر شخص یا تلاشی که هر شخص در گروه انجام می‌دهد نسبت به زمانی که به تنهایی تلاش می‌کند کمتر می‌شود. وقتی تعداد اعضاء به هشت نفر می‌رسد هر شخص کمتر از 50 درصد توان خود را به کار می‌گیرد.